# Oerial
De oerial of het steppeschaap (Ovis vignei) is een wild schaap dat verwant is aan de moeflon en in het wild voorkomt in Centraal-Azië. De naam oerial wordt voor meerdere, nauw verwante ondersoorten van het wilde schaap gebruikt.

## Verspreiding
De oerial komt voor van het noordoosten van Iran en van het westen van Kazachstan tot Beloetsjistan en Ladakh. In het oosten grenst dit gebied aan het verspreidingsgebied van de argali (Ovis ammon), in het zuidwesten aan het verspreidingsgebied van de moeflon (Ovis orientalis orientalis). In het overgangsgebied in het noordoosten van Iran kruisen de moeflon en de oerial met elkaar. In Ladakh, waar zowel oerials als argali's leven, komen de twee groepen naast elkaar voor, maar bewonen de oerials lagere delen van de hellingen.
De natuurlijke habitat van de oerial zijn droge steppes en woestijnen, meestal in bergachtig gebied. Ze klimmen echter niet op de steilere rotswanden.
Vanwege de jacht en de concurrentie met gedomesticeerde kuddes is het aantal oerials over het hele verspreidingsgebied afgenomen. In 2006 werd het totaal aantal in het wild levende dieren op rond de 40.000 geschat.

## Kenmerken
Oerials hebben een schouderhoogte van 80 tot 90 cm en een gewicht van 35 tot 90 kg. Daarmee zijn ze duidelijk kleiner dan argali's. Oerials hebben een roodbruine, lange vacht, die tijdens de winter lichter van kleur wordt. De buik is vaalwit van kleur.
De mannetjes hebben grote, gedraaide horens en een opvallende band rondom de hals, die van de borst tot de nek loopt. Deze band kan zwart zijn of wit, naargelang de betreffende ondersoort. Sommige ondersoorten hebben een witte vlek op de rug.

## Levenswijze
Volwassen vrouwtjes (ooien) en jongen vormen kuddes. De volwassen mannetjes (rammen) leven gescheiden van de kuddes. In de bronsttijd (in de late herfst en het begin van de winter) vallen de kuddes uiteen in kleine groepen van gemiddeld vier ooien, die door een enkele ram verdedigd en gedekt worden.

## Taxonomie

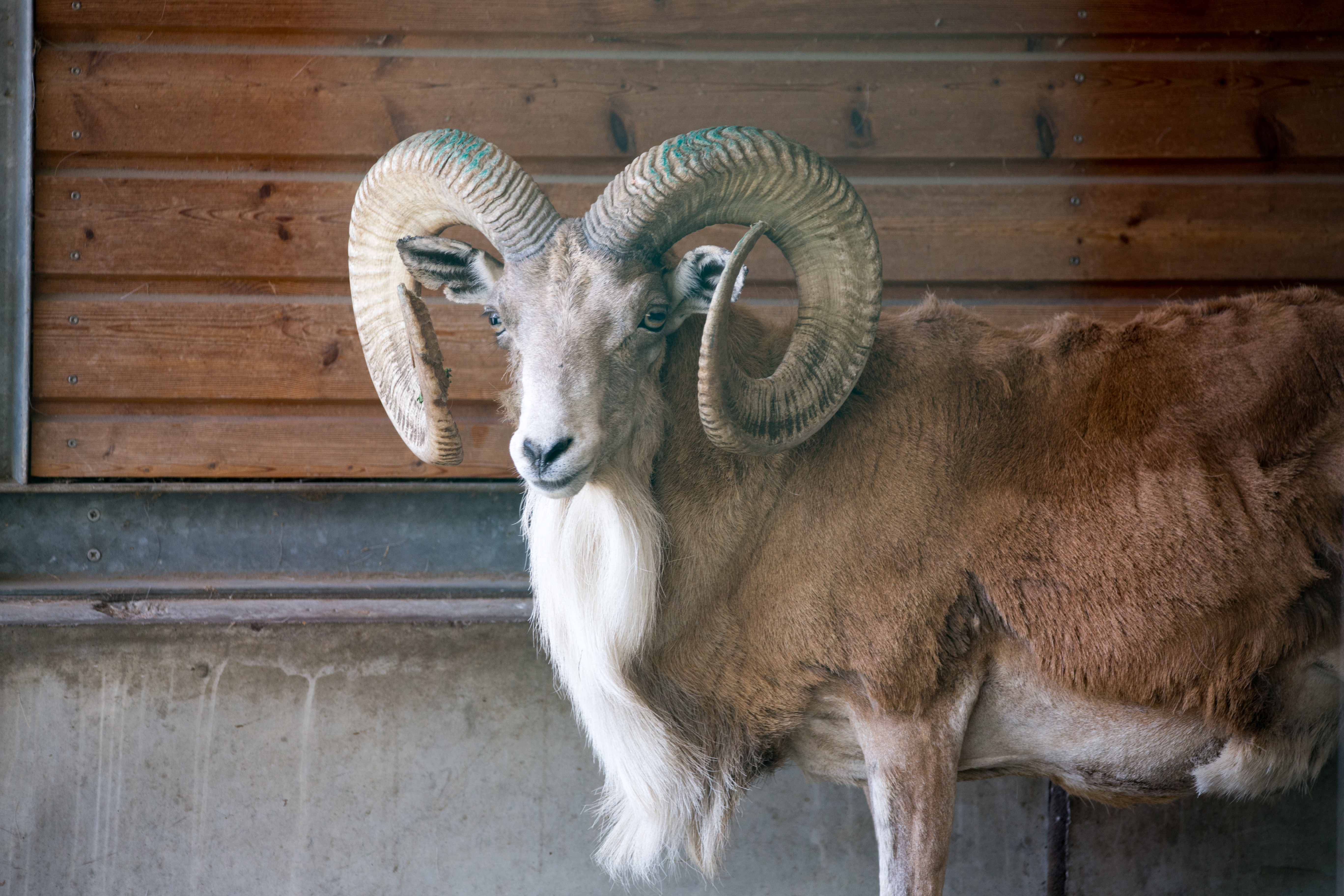
Transkaspische oerial (Ovis vignei arkal)

Vroeger werd de oerial als een ondersoort van de moeflon gezien, recentelijk is echter gebleken dat de oerial een aparte soort is.
Onder de naam oerial vallen de volgende ondersoorten:
- Ovis vignei vignei (Ladakh-oerial; Blyth, 1841), komt voor in Ladakh en het noorden van Pakistan. Bij de mannetjes is de vacht koperrood met een witte zadelvlek en zwarte halsband. De populatie is ongeveer 2100 dieren groot.
- Ovis vignei arabica (Arabisch wild schaap; Sopin & D. L. Harrison, 1986), komt voor in Oman.
- Ovis vignei arkal (arkal of Transkaspische oerial; Eversmann, 1850), leven op het Oestyoertplateau in het grensgebied van Turkmenistan, Oezbekistan en Iran en in het westen van Kazachstan. Sterk bedreigd, nog ongeveer 11.000 dieren leven in het wild.
- Ovis vignei bocharensis (Buchara-oerial; Nasonov, 1914), leven in Oezbekistan, Tadzjikistan en Turkmenistan, in de bergen ten noorden van Amu Darja. Er zijn van deze ondersoort nog ongeveer 1200 dieren in het wild.
- Ovis vignei cycloceros (kruishoornschaap of Afghaanse oerial; Hutton, 1842), komt voor in Oezbekistan, Turkmenistan, Tadzjikistan, het oosten van Iran, Afghanistan en Beloetsjistan. Deze ondersoort is overal sterk bedreigd.
- Ovis vignei punjabiensis (Punjabi-oerial; Lydekker, 1913), komt voor in de Pakistaanse provincie Punjab. Er zijn van deze ondersoort nog ongeveer 2000 dieren in het wild.

In het Turkmeens-Afghaans grensgebied lopen de ondersoorten cycloceros en arkal vloeiend in elkaar over.